# Бальзам
Бальзамы (греч. βάλσαμον — ароматическая смола) — природные вещества, в состав которых входят эфирные масла и растворённые в них смолы, ароматические и другие соединения. Образуются в основном в коре древесных растений субтропиков и тропиков. Используют главным образом в медицине и для технических целей.
Бальзамы, образуются в некоторых (преимущественно тропических) растениях, так называемых бальзамических деревьях, и представляют собой сложные смеси органических веществ, в основном смол и эфирных масел. Бальзамы выделяются или естественно поверхностью растения, или после ранения. Самые известные бальзамы: канадский, копайский, мексиканский, перуанский, стиракс, толуанский, терпентин. С кедровой европейской сосны (Pinus cembra), растущей в Украинских Карпатах, получают бальзам карпатский. Бальзамы применяются в медицине (как антимикробные, противогнойные и отхаркивающие вещества, а также как местные раздражители), в технике и парфюмерии. Некоторые бальзамы (например, Бальзам Шостаковского) получены синтетически.
В медицине и парфюмерии бальзамами называют разные маслянистые или клейкие ароматические растительные смолы, такие, например, как перуанский бальзам, добываемый из дерева Myroxylon pereirae, которое растет в Центральной Америке.